# به اراجیفت ادامه بده
به اراجیفت ادامه بده (به انگلیسی: Ramble On) ترانه‌ای از لد زپلین، گروه راک بریتانیایی است که در آلبوم لد زپلین دو قرار داشت که در سال ۱۹۶۹ منتشر شد. این ترانه با همکاری مشترک جیمی پیج و رابرت پلنت نوشته شده است و در سال ۱۹۶۹ در استودیو Juggy Sound در نیویورک و در حین دومین تور لد زپلین در ایالات متحده ضبط شد. ترانه به اراجیفت ادامه بده در سال ۲۰۱۰ از طرف رولینگ استون در فهرست ۵۰۰ ترانه برتر همه دوران‌ها در جایگاه ۴۴۰ قرار گرفت. اشعار این ترانه به طرز قابل توجهی از رمان ارباب حلقه‌ها نوشته جان رونالد روئل تالکین الهام گرفته است. جمله آغازین «برگ‌های درختان در حال ریزش هستند» ظاهراً نقل و قولی از جمله آغازین شعر Namárië تالکین است.